# Světový pohár v biatlonu 2018/2019 – Oberhof
4. podnik Světového poháru v biatlonu v sezóně 2018/19 probíhalo od 10. do 13. ledna 2019 v DKB-Ski-Areně v německém Oberhofu. Na programu byly závody ve sprintech, stíhací závody a mužské a ženské štafety.

## Program závodů
Oficiální program:
| Datum     | Disciplína           | Začátek (SEČ) | Počet závodníků |
| --------- | -------------------- | ------------- | --------------- |
| 10. ledna | Sprint (ženy)        | 14:30         | 100             |
| 11. ledna | Sprint (muži)        | 14:30         | 105             |
| 12. ledna | Stíhací závod (ženy) | 12:45         | 57              |
| 12. ledna | Stíhací závod (muži) | 15:00         | 55              |
| 13. ledna | Štafeta ženy         | 11:45         | 22 týmů         |
| 13. ledna | Štafeta muži         | 14:30         | 27 týmů         |

## Průběh závodů

### Sprinty
Závod žen vyhrála poprvé v kariéře Italka Lisa Vittozziová, která se do čela průběžného pořadí dostala po první střelbě a toto místo si především rychlým během udržela až do cíle. Z českých reprezentantek zaujala Markéta Davidová velmi rychlým během, ale dvě chyby při střelbě vleže ji odsunuly na 19. pozici. Lepší byla Eva Puskarčíková, která sice běžela pomaleji, ale rychleji a hlavně čistě střílela, což jí dopomohlo k 12. místu – nejlepšímu umístění za poslední rok. Závod skončil velkým zklamáním pro domácí německé reprezentantky, z nichž se žádná nedostala mezi nejlepších třicet biatlonistek.
Ve sprintu mužů startoval jako jeden z prvních favoritů Rus Alexandr Loginov. Jel velmi rychle a také rychle a bezchybně střílel; díky tomu dojel do cíle na průběžném prvním místě s téměř dvouminutovým náskokem. Brzy za ním se vydal na trať Nor Johannes Thingnes Bø, který byl zpočátku rychlejší, ale při střelbě vstoje udělal jednu chybu a do posledního kola vyjížděl 14 sekund za Loginovem. V něm však už nedokázal zrychlit a zařadil se tak za něj. Z dalších závodníků už nikdo tyto dva nepřekonal a tak se Loginov poprvé v kariéře stal vítězem závodu světového poháru. 
Z českých reprezentantů se dařilo Ondřeji Moravcovi. Čistě střílel a i když hlavně ke konci nejel rychle (během vánoční přestávky se léčil antibiotiky), dokončil závod na 13. pozici. Michal Krčmář udělal dvě chyby při střelbě vstoje a dojel na 33. místě.

### Stíhací závody
Vítězka předchozího sprintu Lisa Vittozziová se i v tomto závodu dostala po první střelbě do čela, a protože při každé další střelecké položce střílela lépe nebo aspoň stejně jako její nejbližší soupeřky, dojela si s jistotou pro vítězství. Druhá skončila Slovenka Anastasia Kuzminová, která se zejména díky dobrému běhu od druhého kola zlepšovala. České biatlonistky nezvládly první střelbu: Markéta Davidová udělala dvě chyby a Eva Puskarčíková tři. Zatímco však Puskarčíková přidala v dalších kolech už jen jeden nezasažený terč a dojela na 22. místě, Davidová chybovala ještě šestkrát a skončila o 20 pozic za ní.
V závodu mužů se rozhodlo až při poslední střelbě: Johannes Thingnes Bø se sice na začátku druhého kola dostal do čela, ale po třetí střelbě jej dojel Martin Fourcade, s kterým jel společně celé předposlední kolo. Při poslední střelecké položce udělal Fourcade o jednu chybu více a tak si Bø dojížděl s jistotou pro vítězství. Fourcada předjeli čistě střílející Němec Arnd Peiffer a Ital Lukas Hofer, kteří spolu svedli souboj v cílové rovině, při kterém měl více sil Peiffer. Z českých reprezentantů dojel nejlépe Ondřej Moravec: zasáhl všechny terče kromě posledního, ale běžel pomalu a skončil na 17. místě.

### Štafety
V ženském závodu získala česká štafeta po dvou letech medaili. Závod rozjela Lucie Charvátová, která vleže střílela čistě, ale vstoje udělala čtyři chyby. Jela proto trestné kolo a Veronice Vítkové předávala na 14. místě. Ta v běhu sice ztrácela, ale při střelbě udělala jen jednu chybu, což byl vzhledem k špatným povětrnostním podmínkám (sněžení a měnícímu se větru) dobrý výsledek. Zlepšila českou pozici na 12. místo. Markéta Davidová pak prokázala výbornou běžeckou formu a protože se jí dařila i střelba a zasáhla všechny terče napoprvé, předávala na čtvrtém místě jen 6 sekund za Francií. Eva Puskarčíková musela ve svém úseku při střelbě opravovat jen jednou, a tak do posledního kola vyjížděla na druhém místě. Brzy jí však předjela Němka Denise Herrmannová a rychle ji dojížděla Norka Tiril Eckhoffová, jejíž náskok však Puskarčíková odrazila. „Dokonce jsem se nahoře na kopci otočila a viděla ji. Říkala jsem si - no, do cíle to není tak daleko, ale ona je strašně rychlá. Naštěstí jsem tam měla tu Denise Hermannovou, která mi strašně pomohla. Vytáhla mě nahoru,“ komentovala to Puskarčíková po závodě.
Zvítězily ruské reprezentantky, které v třetím kole dostala na první místo neznámá Larisa Kuklinová, pro kterou to byl první start v světovém poháru. V závěrečném kole se pak Jekatěrina Jurlovová-Perchtová solidním během a především lepší střelbou při poslední položce v čele udržela a ruská štafeta zvítězila. Závod se vyznačoval množstvím pádů a nevyrovnanými výkony biatlonistek na střelnici: například Italka Nicole Gontierová nezasáhla při střelbě vstoje osmi ranami ani jeden terč.  
V závodu mužů sice Češi nezískali podobně jako ženy medaili, ale dosáhli nejlepšího výsledku za poslední čtyři roky. Štafetu rozjel Ondřej Moravec, který oproti předcházejícím závodům rychle běžel (v posledním kole byl nejrychlejší). Udělal jednu chybu při střelbě vstoje a předával na čtvrtém místě se ztrátou 1,7 sekund na vedoucí Francií. Michal Krčmář po střelbě vleže posunul českou štafetu na třetí místo; vstoje však chyboval čtyřikrát a musel na trestné kolo. Při této střelecké položce se však chybovalo více a tak Krčmář klesl na předávce jen na čtvrté místo. Jakub Štvrtecký na třetím úseku s celkově jedním nezasaženým terčem sice klesl až na sedmé místo, ale po poslední střelbě dokázal zrychlit, dojel italskou a švýcarskou štafetu a předával těsně před nimi jako pátý. Tomáš Krupčík pak udělal sice při každé střelbě jednu chybu, ale rychlým během v závěru za sebou udržel italskou i norskou štafetu, odrazil i útok Švéda Sebastiana Samuelssona a dojel čtvrtý. Jeho výkon ocenil trenér Vítek: „Tomáš Krupčík dnes zaslouží velkou pochvalu. Po té nemoci se nedalo čekat, že by jel ve sprintu úplně excelentně, což se potvrdilo... Ve štafetě mě mile překvapil, poslední kolo jel vážně dobře.“
Zvítězila ruská štafeta, která se od třetí střelby udržovala v čele. V posledním úseku sice její náskok snižoval bezchybně a rychle střílející Martin Fourcade, ale Alexandr Loginov si přes čtyři chyby na střelnici uchoval dostatečný náskok a dovezl ruskou štafetu do cíle na prvním místě.

## Umístění na stupních vítězů

### Muži
| Disciplína              | 1. místo                                                                | Výkon     | 2. místo                                                                         | Výkon     | 3. místo                                                                 | Výkon     |
| Sprint (10 km)          | Alexandr Loginov                                                        | 25:50,9   | Johannes Thingnes Bø                                                             | 26:16,1   | Sebastian Samuelsson                                                     | 26:27,7   |
| Stíhací závod (12,5 km) | Johannes Thingnes Bø                                                    | 34:29,8   | Arnd Peiffer                                                                     | 34:44,9   | Lukas Hofer                                                              | 34:45,6   |
| Štafeta (4×7,5 km)      | Rusko Maxim Cvetkov Jevgenij Garaničev Dmitrij Malyško Alexandr Loginov | 1:20:54,3 | Francie Antonin Guigonnat Simon Desthieux Quentin Fillon Maillet Martin Fourcade | 1:21:55,4 | Rakousko Tobias Eberhard Simon Eder Dominik Landertinger Julian Eberhard | 1:23:12,9 |

### Ženy
| Disciplína            | 1. místo                                                                                       | Výkon     | 2. místo                                                                                    | Výkon     | 3. místo                                                                  | Výkon     |
| Sprint (7,5 km)       | Lisa Vittozziová                                                                               | 22:34,6   | Anaïs Chevalierová                                                                          | 22:39,9   | Hanna Öbergová                                                            | 22:49,6   |
| Stíhací závod (10 km) | Lisa Vittozziová                                                                               | 32:32,9   | Anastasia Kuzminová                                                                         | 32:47,4   | Anaïs Chevalierová                                                        | 33:00,8   |
| Štafeta (4×6 km)      | Rusko Jevgenija Pavlovová Margarita Vasilevová Larisa Kuklinová Jekatěrina Jurlovová-Perchtová | 1:18:46,3 | Německo Karoline Horchlerová Franziska Hildebrandová Franziska Preussová Denise Herrmannová | 1:19:19,8 | Česko Lucie Charvátová Veronika Vítková Markéta Davidová Eva Puskarčíková | 1:19:23,0 |

## Pořadí zemí
| Pořadí | Země      | 1. místo | 2. místo | 3. místo | Celkově |
| ------ | --------- | -------- | -------- | -------- | ------- |
| 1.     | Rusko     | 3        | 0        | 0        | 3       |
| 2.     | Itálie    | 2        | 0        | 1        | 3       |
| 3.     | Norsko    | 1        | 1        | 0        | 2       |
| 4.     | Francie   | 0        | 2        | 1        | 3       |
| 5.     | Německo   | 0        | 2        | 0        | 2       |
| 6.     | Slovensko | 0        | 1        | 0        | 1       |
| 7.     | Švédsko   | 0        | 0        | 2        | 2       |
| 8.     | Česko     | 0        | 0        | 1        | 1       |
| 8.     | Rakousko  | 0        | 0        | 1        | 1       |
|        | Celkem    | 6        | 6        | 6        | 18      |